# دوني بورنس
دوني بورنس (بالإنجليزية: Donnie Burns)‏ هو راقص بريطاني، ولد في 1959 في هميلتون في المملكة المتحدة.